# Comuna de Janowo
Janowo (polaco: Gmina Janowo) é uma gminy (comuna) na Polónia, na voivodia de Vármia-Masúria e no condado de Nidzicki. A sede do condado é a cidade de Janowo.
De acordo com os censos de 2004, a comuna tem 2885 habitantes, com uma densidade 15,1 hab/km².

## Área
Estende-se por uma área de 191,56 km², incluindo:
- área agricola: 32%
- área florestal: 50%

## Demografia
Dados de 30 de Junho 2004:
|                      | Total   | Total | Mulheres | Mulheres | Homens  | Homens |
| -------------------- | ------- | ----- | -------- | -------- | ------- | ------ |
|                      | pessoas | %     | pessoas  | %        | pessoas | %      |
| População            | 2885    | 100   | 1444     | 50,1     | 1441    | 49,9   |
| Densidade (pop./km²) | 15,1    | 100   | 7,5      | 7,5      | 7,5     | 7,5    |

De acordo com dados de 2002, o rendimento médio per capita ascendia a 1338 zł.

## Subdivisões
- Jagarzewo, Janowo, Komorowo, Muszaki, Rembowo, Róg, Ryki-Borkowo, Szczepkowo-Giewarty, Szemplino Czarne, Szemplino Wielkie, Wichrowiec, Więckowo, Zachy, Zawady, Zembrzus-Mokry Grunt.

## Comunas vizinhas
- Chorzele, Dzierzgowo, Janowiec Kościelny, Jedwabno, Nidzica, Wielbark